# Памятник Марату Козлову
Памятник Марату Козлову (бел. Помнік Марату Казлову) — памятник герою-партизану Марату Козлову в городе Быхов Могилёвской области Белоруссии.
Памятник установлен в 1965 году, возле средней школы № 1 Архивная копия от 18 июля 2020 на Wayback Machine города Быхова. Автор монумента — скульптор Николай Поляков. На открытие памятника Марату Козлову из Украины приезжала его мама Валентина Дзюба.
Скульптура Марата Козлова из белого камня установлена на таком же постаменте, на лицевой стороне которого имеется мемориальная табличка с надписью: «Пионер-герой Марат Козлов». Возле памятника учащиеся школы проводят торжественные мероприятия.
Похоронен юный герой был на сельском кладбище деревень Ветренка и Ухлясть. За его могилой ухаживают ученики школы агрогородка Смолица.